# Don Chico
Don Chico er en dansk dokumentarfilm fra 2017 instrueret af Maja Bruun Nielsen og Anne Sofie Beer Nielsen.

## Handling
Denne artikel mangler et handlingsreferat. Hjælp os med at skrive det.